# Чемпіонат світу з футболу 2014 (кваліфікаційний раунд)
Кваліфікаційний раунд чемпіонату світу з футболу 2014 року проходив з 2011 по 2013 роки.
3 березня 2011 року ФІФА розподілила місця у фінальному турнірі по регіональних конфедераціях. Розподіл місць залишився таким же, як і для двох попередніх чемпіонатів світу. Одне місце займуть господарі турніру, конфедерації отримають 29 гарантованих місць у фінальному турнірі, ще 2 місця будуть зайняті переможцями міжконтинентальних стикових матчів; склад пар їх учасників буде визначено жеребкуванням 29 липня 2011 року  . Жеребкування перших раундів турніру в зонах УЄФА і КАФ, а також другого раунду в зоні КОНКАКАФ і третього раунду в зоні АФК відбулося 30 липня 2011 року в Ріо-де-Жанейро .
Перший матчі відбіркового турніру відбувся 15 червня 2011 року між Монтсерратом та Белізом, перший м'яч у кваліфікації забив нападник Белізу Діон Макколі. Останній матч відбувся 20 листопада 2013 року, коли Уругвай вибив Йорданію та став останнім учасником фінальної частини чемпіонату.

## Учасники
Бразилія як організатор чемпіонату автоматично отримала місце у фінальному турнірі.  Бутан,  Гуам і  Мавританія відмовилися від участі в турнірі.  Бруней знаходиться під дією заборони ФІФА на участь у міжнародних матчах. Решта 203 члени ФІФА мають право брати участь у відбірковому турнірі.

## Кваліфіковані збірні

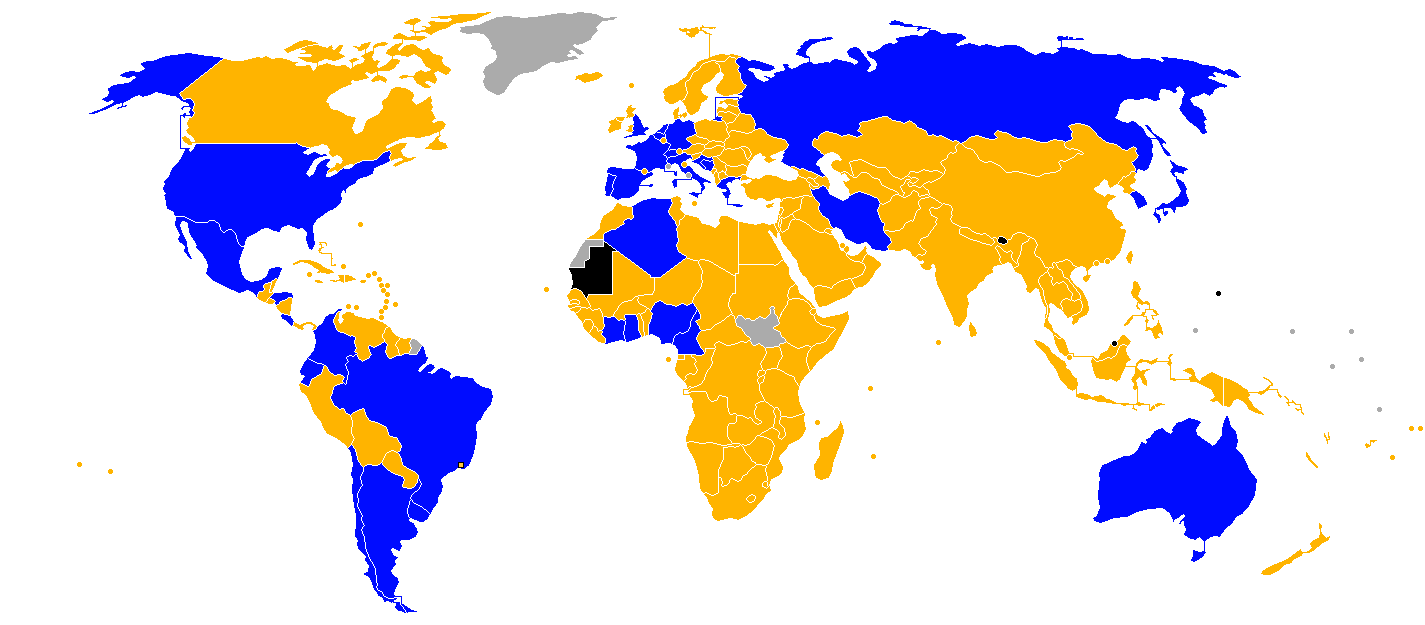
Команда вийшла у фінальний турнір
Команда може вийти у фінальний турнір
Команда втратила шанси кваліфікуватися
Команда не пройшла кваліфікацію
Країна не подала заявку на участь
Країна не входить у ФІФА

| Збірна               | Кваліфікована                                 | Дата кваліфікації | Участь у фінальному турнірі | Поспіль | Востаннє                   | Найкращий результат                    |
| -------------------- | --------------------------------------------- | ----------------- | --------------------------- | ------- | -------------------------- | -------------------------------------- |
| Бразилія             | Організатор                                   | 30 жовтня 2007    | 20                          | 20      | 2010                       | Чемпіон (1958, 1962, 1970, 1994, 2002) |
| Японія               | Переможець групи B четвертого раунду АФК      | 4 червня 2013     | 5                           | 5       | 2010                       | 1/8 фіналу (2002, 2010)                |
| Австралія            | Друге місце групи B четвертого раунду АФК     | 18 червня 2013    | 4                           | 3       | 2010                       | 1/8 фіналу (2006)                      |
| Іран                 | Переможець групи A четвертого раунду АФК      | 18 червня 2013    | 3                           | 1       | 2006                       | Груповий етап (1978, 1998, 2006)       |
| Південна Корея       | Друге місце групи A четвертого раунду АФК     | 18 червня 2013    | 9                           | 8       | 2010                       | Четверте місце (2002)                  |
| Бельгія              | Переможець групи A УЄФА                       | 11 жовтня 2013    | 11                          | 1       | 2002                       | Четверте місце (1986)                  |
| Італія               | Переможець групи B УЄФА                       | 10 вересня 2013   | 17                          | 13      | 2010                       | Чемпіон (1934, 1938, 1982, 2006)       |
| Німеччина            | Переможець групи C УЄФА                       | 11 жовтня 2013    | 17                          | 16      | 2010                       | Чемпіон (1954, 1974, 1990)             |
| Нідерланди           | Переможець групи D УЄФА                       | 10 вересня 2013   | 9                           | 3       | 2010                       | Друге місце (1974, 1978, 2010)         |
| Швейцарія            | Переможець групи E УЄФА                       | 11 жовтня 2013    | 9                           | 3       | 2010                       | Чвертьфінал (1934, 1938, 1954)         |
| Росія                | Переможець групи F УЄФА                       | 15 жовтня 2013    | 2                           | 1       | 2002                       | Груповий етап (1994, 2002)             |
| Боснія і Герцеговина | Переможець групи G УЄФА                       | 15 жовтня 2013    | 0                           | 1       | Команда вперше бере участь | -                                      |
| Англія               | Переможець групи H УЄФА                       | 15 жовтня 2013    | 13                          | 5       | 2010                       | Чемпіон (1966)                         |
| Іспанія              | Переможець групи I УЄФА                       | 15 жовтня 2013    | 13                          | 10      | 2010                       | Чемпіон (2010)                         |
| США                  | Переможець четвертого раунду КОНКАКАФ         | 10 вересня 2013   | 9                           | 7       | 2010                       | Третє місце (1930)                     |
| Аргентина            | 1-ше місце КОНМЕБОЛ                           | 10 вересня 2013   | 15                          | 11      | 2010                       | Чемпіон (1978, 1986)                   |
| Колумбія             | 2-ге місце КОНМЕБОЛ                           | 11 жовтня 2013    | 4                           | 1       | 1998                       | 1/8 фіналу (1990)                      |
| Чилі                 | 3-тє місце КОНМЕБОЛ                           | 15 жовтня 2013    | 8                           | 2       | 2010                       | Третє місце (1962)                     |
| Еквадор              | 4-те місце КОНМЕБОЛ                           | 15 жовтня 2013    | 2                           | 1       | 2006                       | 1/8 фіналу (2002)                      |
| Коста-Рика           | Друге місце четвертого раунду КОНКАКАФ        | 10 вересня 2013   | 3                           | 1       | 2006                       | 1/8 фіналу (1990)                      |
| Гондурас             | Третє місце четвертого раунду КОНКАКАФ        | 15 жовтня 2013    | 2                           | 2       | 2010                       | Груповий етап (1982, 2010)             |
| Португалія           | Переможець стикових матчів УЄФА               | 19 листопада 2013 | 5                           | 4       | 2010                       | Третє місце (1966)                     |
| Франція              | Переможець стикових матчів УЄФА               | 19 листопада 2013 | 13                          | 5       | 2010                       | Чемпіон (1998)                         |
| Греція               | Переможець стикових матчів УЄФА               | 19 листопада 2013 | 2                           | 2       | 2010                       | Груповий етап (1994, 2010)             |
| Хорватія             | Переможець стикових матчів УЄФА               | 19 листопада 2013 | 3                           | 1       | 1998                       | Третє місце (1998)                     |
| Кот-д'Івуар          | Переможець стикових матчів КАФ                | 16 листопада 2013 | 2                           | 3       | 2010                       | Груповий етап (2006, 2010)             |
| Нігерія              | Переможець стикових матчів КАФ                | 16 листопада 2013 | 4                           | 2       | 2010                       | 1/8 фіналу (1994, 1998)                |
| Камерун              | Переможець стикових матчів КАФ                | 17 листопада 2013 | 6                           | 2       | 2010                       | 1/4 фіналу (1990)                      |
| Гана                 | Переможець стикових матчів КАФ                | 19 листопада 2013 | 2                           | 3       | 2010                       | 1/4 фіналу (2010)                      |
| Алжир                | Переможець стикових матчів КАФ                | 19 листопада 2013 | 3                           | 2       | 2010                       | Груповий етап (1982, 1986, 2010)       |
| Мексика              | Переможець міжконтинентальних стикових матчів | 20 листопада 2013 | 14                          | 6       | 2010                       | 1/4 фіналу (1970, 1986)                |
| Уругвай              | Переможець міжконтинентальних стикових матчів | 20 листопада 2013 | 11                          | 2       | 2010                       | Чемпіон (1930, 1950)                   |

## Розподіл квот між континентами
Континентальні конфедерації отримали таку кількість місць у фінальному турнірі:
- UEFA (Європа): 13 країн
- CAF (Африка): 5 країн
- CONMEBOL (Південна Америка): 4 або 5 країн + Бразилія (на правах господаря)

Плей-оф 5-ї команди цієї зони з 4-ю командою Північної та Центральної Америки
- CONCACAF (Північна та Центральна Америка): 3 або 4 учасники

Плей-оф 4-ї команди цієї зони з 5-ю командою Південної Америки
- AFC (Азія): 4 або 5 країн[5]

Плей-оф 5-ї команди цієї зони з першою командою Океанії
- OFC (Океанія): 0 або 1 країна[5]

Плей-оф переможця цієї зони з 5-ю командою Азії

## Африка (CAF)
Брали участь 52 команди, з них у фінальний турнір вийшли 5 команд.
24 команди з нижньої частини таблиці розіб'ються на 12 пар і проведуть 2-матчеві протистояння, у результаті яких число претендентів скоротиться до 40 збірних, які будуть розбиті на 10 груп.
Переможці кожного квартету вийдуть у фінальний раунд, де і розіграють між собою 5 путівок через стикові матчі у парах.

## Азія (AFC)
Брали участь 43 збірні, з них у фінальний турнір вийшли 4 команди; ще одна команда брала участь у стикових матчах.
Жеребкування перших двох раундів відбіркового турніру в зоні АФК відбулося 30 березня 2011 року в Куала-Лумпурі .

## Європа (UEFA)
У фінальний турнір вийшли 13 команд.
53 учасники будуть розбиті на дев'ять груп: вісім по шість команд і одну з п'ятьма збірними. Переможці дев'яти груп безпосередньо потраплять у фінальну стадію. Вісім володарів других місць з найкращими показниками візьмуть участь у спарених стикових матчах, щоб визначити ще чотирьох учасників фінального турніру. Ця пропозиція буде надіслана на ратифікацію до ФІФА.

## Північна Америка (CONCACAF)
Брали участь 35 збірних, з них у фінальний турнір вийшли 3 команди; ще одна команда брала участь у стикових матчах.

## Океанія (OFC)
Переможець відбіркового турніру в зоні ОФК взяв участь у стикових матчах.
Функцію першого раунду відбіркового турніру в Океанії будуть виконувати футбольні змагання на Тихоокеанських іграх 2011, які пройдуть в Нумеа, Нова Каледонія. Відповідну угоду було підписано в Суві 13 липня 2009.

## Південна Америка (CONMEBOL)
Брали участь 9 команд, з них у фінальний турнір вийшли 4 команди; ще одна команда брала участь у стикових матчах, крім того, Бразилія автоматично отримала місце у фіналі.

## Плей-оф
Щоб пройти кваліфікацію до чемпіонату світу з футболу 2014, збірні з АФК, КОНКАКАФ, КОНМЕБОЛ та ОФК мають зіграти між собою матчі плей-оф.

### АФК проти КОНМЕБОЛ
| Команда 1 | Заг. | Команда 2 | 1-й матч | 2-й матч |
| --------- | ---- | --------- | -------- | -------- |
| Йорданія  | 0:5  | Уругвай   | 0:5      | 0:0      |

### КОНКАКАФ проти ОФК
| Команда 1 | Заг. | Команда 2     | 1-й матч | 2-й матч |
| --------- | ---- | ------------- | -------- | -------- |
| Мексика   | 9:3  | Нова Зеландія | 5:1      | 4:2      |